# أوتو كونراد
أوتو كونراد (بالألمانية: Otto Konrad) (مواليد 1 نوفمبر 1964) هو لاعب كرة قدم. يلعب مع منتخب النمسا لكرة القدم. سبق له أن لعب في كأس العالم لكرة القدم مع منتخب بلاده.

## روابط خارجية
- أوتو كونراد على موقع IMDb (الإنجليزية)
- أوتو كونراد على موقع ميوزك برينز (الإنجليزية)
- أوتو كونراد على موقع قاعدة بيانات كرة القدم.إي يو (الإنجليزية)
- أوتو كونراد على موقع ناشيونال فوتبول تيمز (الإنجليزية)
- أوتو كونراد على موقع Soccerway.com (الإنجليزية)
- أوتو كونراد على موقع عالم كرة القدم.نت (الإنجليزية)